# Градецкая, Луция
Луция Градецкая (чеш. Lucie Hradecká; родилась 21 мая 1985 года в Праге, Чехословакия) — чешская теннисистка; победительница двух турниров Большого шлема в парном разряде (Открытый чемпионат Франции-2011, Открытый чемпионат США-2013); победительница одного турнира Большого шлема в миксте (Открытый чемпионат Франции-2013); финалистка шести турниров Большого шлема (четыре раза — в женском парном разряде и два в миксте); финалистка Итогового турнира WTA (2012) в парном разряде; серебряный призёр Олимпийских игр 2012 года в парном разряде; бронзовый призёр Олимпийских игр 2016 года в смешанном разряде; победительница 26 турниров WTA в парном разряде; пятикратная обладательница Кубка Федерации (2011, 2012, 2014—2016) в составе национальной сборной Чехии; бывшая четвёртая ракетка мира в парном разряде.

## Общая информация
Младшая из двух дочерей Карела Градецкого и Павлы Градецкой; её сестру зовут Петра. В теннисе с четырёх лет, впервые придя на корт вместе с отцом и сестрой (Петра уже к тому моменту играла в теннис). Предпочитает агрессивный стиль игры. Любимое покрытие — грунт.

## Спортивная карьера

### Начало карьеры

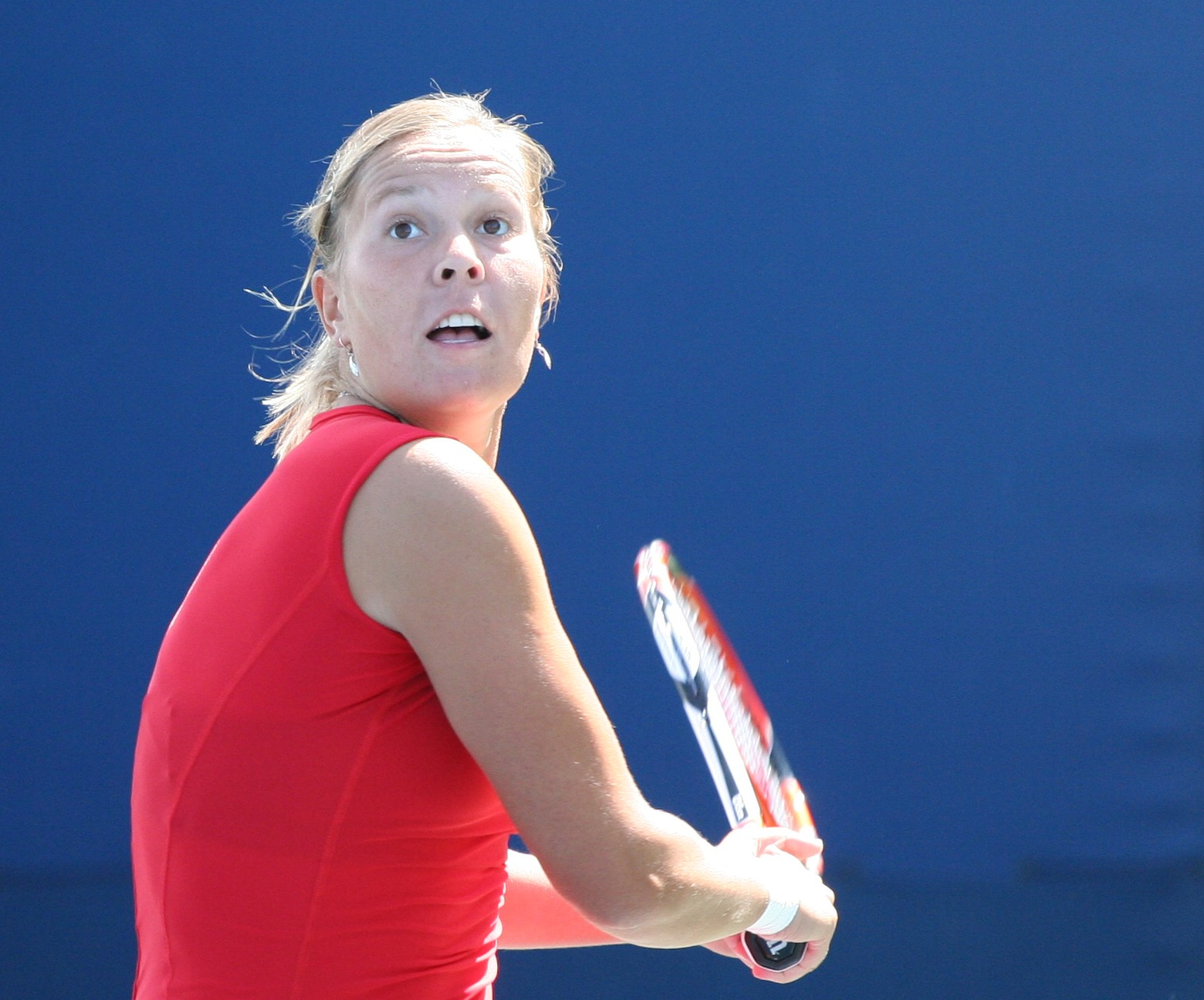
Градецкая на Открытом чемпионате США 2009 года

Градецкая первые титулы на турнирах ITF выиграла в 2003 году. В 2004 году она выиграла шесть турниров ITF с минимальным призовым фондом 10 000 долларов (пять в одиночном и один в парном разряде), а также один турнир с фондом 25 000 долларов. В апреле 2005 года Луция впервые сыграла в основных соревнованиях WTA-тура. Произошло это на турнире в Варшаве, где она выступила в парном разряде. За сезон 2005 года она несколько раз приняла участие в парных соревнованиях на турнирах WTA, а также выиграла 2 одиночных и 9 парных титулов ITF среди которых две были одержаны на 75-тысячниках. По его итогам она входит в топ-100 мирового парного рейтинга.
В мае 2006 года в парных соревнованиях дебютирует в основном розыгрыше серии Большого шлема, выступив совместно с Мартиной Сухой на Открытом чемпионате Франции. В июле на турнире в Будапеште, пройдя квалификацию, впервые сыграла в основных соревнованиях и в одиночках. В сентябре в дуэте с Ренатой Ворачовой выигрывает дебютный трофей WTA на турнире в Портороже.
За сезон 2007 года Градецкая в паре с Ворачовой выиграла ещё два парных титула WTA: в июле в Бадгастайне, а в сентябре они защитили титул в Портороже. В 2008 году на парных соревнованиях Луция начинает регулярно выступать в альянсе со своей соотечественницей Андреей Главачковой. В мае этот чешский дуэт смог выиграть титул у себя на родине на турнире в Праге. В июле они побеждают на турнире в Бадгастайне. Там же Градецкая смогла выйти в финал и в одиночных соревнованиях, куда она пробилась через квалификационный отбор. В решающем матче она проигрывает французской теннисистке Полин Пармантье 4-6, 4-6. В концовке сезона 2008 года Главачкова и Градецкая выигрывают 100-тысячник ITF в Братиславе.
В феврале 2009 года чешская теннисистка впервые выиграла 75-тысячник ITF в одиночках (на турнире в Мидленде). Это позволяет ей попасть в Топ-100 женской одиночной классификации. В апреле на турнире в Фесе Луция выходит в четвертьфинал. В мае она сыграла в финале на турнире в Страсбурге, но уступила в нём Араван Резаи 6-7(2) 1-6. На Открытом чемпионате Франции Градецкая впервые играет в основном одиночном турнире и проходит во второй раунд. На Уимблдонском турнире она уже в первом проигрывает 12-й ракетке мира Ане Иванович. В июле в Праге Луция выходит в четвертьфинал. Затем в паре с Главачковой защищает свой прошлогодний титул на турнире в Бадгастайне. В самом начале августа Градецкая сыграла в финале турнира в Стамбуле, где проиграла россиянке Вере Душевиной. Зато в парном розыгрыше того турнира она завоевала главный приз в альянсе с Ренатой Ворачовой. На Открытом чемпионате США Луция в первом раунде проиграла Елене Весниной. В рейтинге по итогам сезона-2009 она занимает 65-е место в одиночном и 42-е в парном рейтингах.

### 2010—2012 (победа на Большом шлеме и серебро на Олимпиаде)

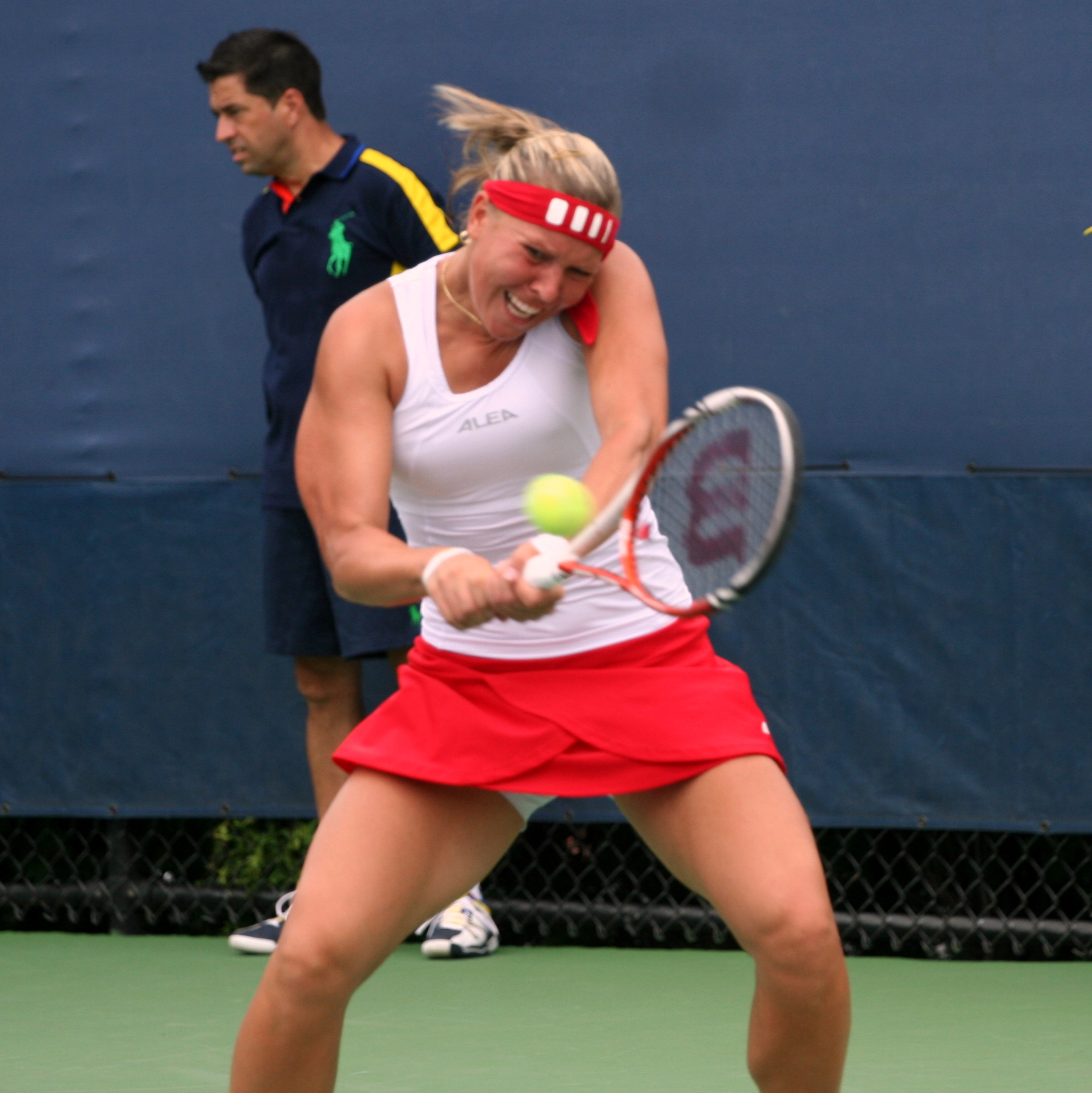
Градецкая на Открытом чемпионате США 2012 года

В начале сезона 2010 года Главачкова и Градецкая выигрывают турнир в Брисбене. На Открытый чемпионат Австралии Луция в первом раунде проигрывает Шахар Пеер. В феврале 2010 года она сыграла первые матчи за Сборную Чехии в розыгрыше Кубка Федерации. Совместно с Лорой Гренвилл в том же месяце выигрывает парный 100-тысячник ITF в Мидленде. На Открытом чемпионате Франции, Уимблдонском турнире и Открытом чемпионате США она также как и в Австралии выбывает в первом раунде. В парных выступлениях Градецкая в июне смогла выиграть 100-тысячник ITF в Кунео (совместно с Евой Бирнеровой). В июле с Анабель Мединой Гарригес выигрывает титул в Бадгастайне. Совместно с Петрой Цетковской в сентябре она победила на 100-тысячнике ITF в Сен-Мало, а в октябре в альянсе с Ренатой Ворачовой в Пуатье.
На чемпионате Австралии 2011 года в одиночных соревнованиях Луция вновь не смогла преодолеть стадию первого раунда. В феврале на турнире в Мидленде она впервые выиграла 100-тысячник ITF в одиночках. Затем на турнире WTA в Мемфисе смогла добраться до полуфинала. В апреле на грунтовом турнире в Барселоне чешка выходит в финал, где проигрывает итальянке Роберте Винчи 6-4 2-6 2-6. На турнире в Страсбурге её результатом стал выход в четвертьфинал. На Открытом чемпионате Франции во втором раунде она проигрывает Андрее Петкович. Главное событие на том турнире случилось для нее в парном разряде. Чешские теннисистки Главачкова и Градецкая сумели обыграть всех своих соперниц, среди которых были три сеяные пары, и дошли до финала. В решающем матче им противостояли Елена Веснина и Саня Мирза, посеянные под третьем номером. Победив в двух сетах, Андреа и Луция завоевали свой первый в карьере Большой шлем, не проиграв по ходу турнира ни одного сета.
| Стадия  | Соперницы (посев)                             | Рейтинг | Счёт       |
| 1 раунд | Ивета Бенешова Барбора Заглавова-Стрыцова (8) | 19 / 17 | 6-4 6-1    |
| 2 раунд | Ясмин Вёр Алла Кудрявцева                     | 60 / 41 | 6-3 6-1    |
| 3 раунд | Александра Дулгеру Магдалена Рыбарикова       | 48 / 61 | 7-6(1) 6-4 |
| 1/4     | Квета Пешке Катарина Среботник (2)            | 4 / 4   | 6-3 7-5    |
| 1/2     | Ваня Кинг Ярослава Шведова (3)                | 6 / 7   | 6-3 6-3    |
| Финал   | Елена Веснина Саня Мирза (7)                  | 10 / 25 | 6-4 6-3    |

На Уимблдоне 2011 года Градецкая в первом раунде уступает тёзке Луции Шафаржовой. В июле совместно с Евой Бирнеровой уже в пятый раз за карьеру выигрывает парный трофей на турнире в Бадгастайне. На Открытом чемпионате США она проигрывает в первом раунде одиночных соревнований, а в парных с Главачковой смогла выйти в четвертьфинал. В октябре Градецкая через квалификацию выходит в четвертьфинал турнира в Люксембурге. В концовке сезона в составе сборной Чехии выигрывает кубок Федерации, обыграв в финале сборную России. По итогам 2011 года она занимает 51-ю строчку в одиночной и 15-ю в парной классификации.
Главачкова и Градецкая начинают сезон 2012 года с победы на турнире в Окленде. Га этом же турнире Луция смогла выйти в 1/4 финала в одиночных соревнованиях. На Открытом чемпионате Австралии она во втором раунде проиграла 7-й в мире на тот момент Вере Звонарёвой 1-6 6-7(3), а в парном турнире с Главачковой доходит до полуфинала. В феврале чешский дуэт сумел сначала выиграть 100-тысячник ITF в Мидленде, а затем турнир WTA в Мемфисе. В парных соревнованиях турнира в Индиан-Уэлсе Андреа и Луция смогли пройти в полуфинал. В мае на турнире в Мадриде Градецкая смогла великолепно для себя выступить. Начав турнир с квалификации, она в основном розыгрыше обыграла Пэн Шуай, Петру Квитову (4-я в мире на тот момент), Екатерину Макарову и Саманту Стосур (5-я в мире). В шаге от финала её останавливает Серена Уильямс. Благодаря этому выступлению она взлетела вверх в рейтинге со 105-й на 60-ю строчку. На Открытом чемпионате Франции, где Главачкова и Градецкая годом ранее смогли выиграть чемпионский титул, на этот раз дошли до полуфинала. В одиночных соревнованиях Луция проигрывает на старте турнира.
На Уимблдонском турнире 2012 года Луция также проигрывает в первом раунде одиночных соревнований. В парном же розыгрыше Главачкова и Градецкая смогли дойти до финала турнира. В решающем матче за титул они проигрывают сестрам: Винус и Серене Уильямс 5-7 4-6. После Уимблдона чешский дуэт принял участие в летних Олимпийских играх в Лондоне и сделал это весьма успешно. Пройдя первые два раунда и четвертьфинал, они попадают в полуфинале на первую пару турнира Лиза Реймонд и Лизель Хубер. Андреа и Луция смогли переиграть фавориток турнира, представляющих США, со счётом 6-1 7-6(2) и таким образом гарантировать себе олимпийские медали. В финале, как и на Уимблдоне, их соперницами стали сестры Уильямс. В итоге американки победили в двух сетах, а Главачкова и Градецкая завоевали серебряные награды Олимпийских игр.
| Стадия  | Соперницы (посев)             | Рейтинг | Счёт           |
| 1 раунд | Тимея Бабош Агнеш Савай       | 83 / -  | 6-1 6-7(5) 6-2 |
| 2 раунд | Ли На Чжан Шуай               | - / 46  | 6-3 6-1        |
| 1/4     | Се Шувэй Чжуан Цзяжун         | 33 / 43 | 6-3 6-4        |
| 1/2     | Лиза Реймонд Лизель Хубер (1) | 1 / 1   | 6-1 7-6(2)     |
| Финал   | Винус Уильямс Серена Уильямс  | 40 / 40 | 4-6 4-6        |

После Олимпиады чешки продолжили серию хороших выступлений. Сначала они выиграли совместный титул на турнире в Цинциннати. Затем вышли в финал на турнире в Нью-Хэйвене и на последнем Большом шлеме сезона Открытом чемпионате США. Победить на главном турнире Америки не позволяет итальянская пара Роберта Винчи и Сара Эррани, победившие в финале со счётом 6-4, 6-2. В одиночном турнире Открытого чемпионата США Градецкая в первом раунде переиграла сеяную под 27-м номером Анабель Медину Гарригес. В сентябре она смогла выйти в финал на турнире в Квебеке. В решающем матче она проигрывает Кирстен Флипкенс 1-6, 5-7. На турнире в Люксембурге Луция выходит в четвертьфинал. На том же турнире Главачкова/Градецкая выигрывают главный приз парных соревнований. На Итоговом чемпионате WTA, куда чешки впервые отобрались, благодаря своим результатам по ходу сезона, они смогли выйти в финал, но проигрывают его россиянкам Марии Кириленко и Надежде Петровой. По итогам сезона Градецкая достигла пиковых для себя результатов в рейтинге и заканчивает сезон на 46-й строчке в одиночной и 4-й в парной классификации. В самом конце сезона Луция, хоть и не сыграла в финале, стала обладательницей в Кубка Федерации в составе сборной Чехии.

### 2013—2016 (победы на Открытом чемпионате Франции и США)
На Открытом чемпионате Австралии 2013 года во втором раунде Луция проигрывает 5-й в мире Анжелике Кербер. В мае на турнире в Страсбурге она вышла в финал, где проиграла Ализе Корне 6-7(4), 0-6. На Открытом чемпионате Франции того же года она в первом раунде уступает Эшли Барти, а в женском парном разряде с Главачковой доходит до полуфинала. Своей трофей на Ролан Гаррос Градецкая завоевывает в Миксте, сыграв в связке с соотечественником Франтишеком Чермаком.
| Стадия  | Соперники                          | Посев | Счёт              |
| 1 раунд | Эшли Барти Рохан Бопанна           |       | 6-4 6-4           |
| 2 раунд | Даниэла Гантухова Жан-Жюльен Ройер |       | 7-6(5) 6-2        |
| 1/4     | Натали Грандин Филип Полашек       | Alt   | 7-6(3) 3-6 [10-5] |
| 1/2     | Лизель Хубер Марсело Мело          | 3     | 3-6 6-2 [10-3]    |
| Финал   | Кристина Младенович Даниэль Нестор | 5     | 1-6 6-4 [10-6]    |

На Уимблдоне вновь в первом раунде чешка проигрывает. В парном разряде она выходит в четвертьфинал. В июле Главачкова и Градецкая выигрывают парный трофей турнира в Будапеште. На Открытый чемпионат США Луция выбывает в первом раунде одиночных соревнований. Зато в парных соревнованиях совместно с Главачковой она завоевала титул, обыграв в финале австралиек Эшли Барти и Кейси Деллакква.
| Стадия  | Соперницы (посев)                       | Рейтинг    | Счёт           |
| 1 раунд | Кимико Датэ-Крумм Аранча Парра Сантонха | 33 / 58    | 6-0 6-3        |
| 2 раунд | Сандра Клеменшиц Андрея Клепач          | 67 / 69    | 7-5 6-3        |
| 3 раунд | Лиза Реймонд Полона Херцог              | 24 / 1 121 | 6-3 7-6(4)     |
| 1/4     | Надежда Петрова Катарина Среботник (3)  | 3 / 6      | 4-6 6-4 7-5    |
| 1/2     | Винус Уильямс Серена Уильямс            | 107 / 107  | 6-4 6-2        |
| Финал   | Эшли Барти Кейси Деллакква (8)          | 17 / 15    | 6-7(4) 6-1 6-4 |

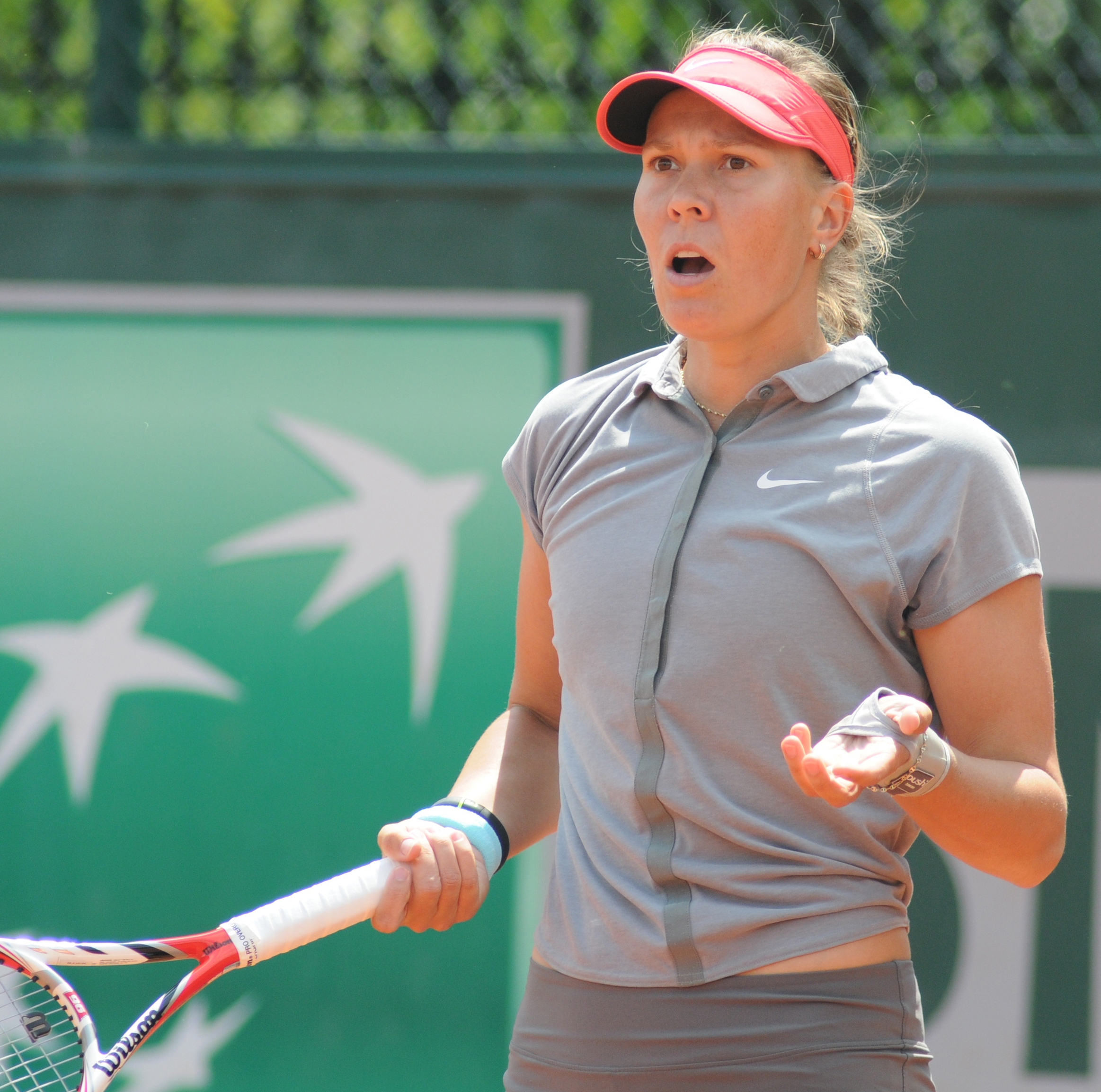
Градецкая на Открытом чемпионате Франции 2014 года

В октябре 2013 года совместно с Михаэллой Крайчек Градецкая выиграла 100-тысячник ITF в Пуатье.
На Открытый чемпионат Австралии 2014 года, находясь в рейтинге во второй сотне, в индивидуальные соревнования чешка пробивалась через квалификацию и ей это удалось сделать, но дальше второго раунда она не проходит. В марте того же года на турнире в Индиан-Уэлсе в паре с Чжэн Цзе проходит в полуфинал. В апреле с Михаэллой Крайчек выигрывает парные соревнования на 100-тысячнике ITF в Праге. На Открытом чемпионате Франции их дуэт смог дойти до полуфинала. В сентябре на турнире в Квебеке Луция выходит в четвертьфинал, а в парах завоевывает главный приз (в альянсе с Мирьяной Лучич-Барони. В конце октября со своей постоянной партнёршей Андреей Главачковой выигрывает 100-тысячник ITF в Пуатье. В конце сезона, несмотря на поражение в своём матче, Главачкова и Градецкая выигрывают в составе сборной Чехии кубок Федерации, обыграв в финале сборную Германии.
Пробившись на Открытый чемпионат Австралии-2015 через квалификационный отбор, Градецкая в первом раунде сотворила небольшую сенсацию, обыграв пятую ракетку мира Ану Иванович 1-6, 6-3, 6-2. Обыграв затем Полону Херцог она впервые в своей карьере попадает в третий раунд на одиночных Больших шлемах. В апреле на турнире в Чарлстоне Луция смогла достойно выступить и выиграть шесть матчей подряд, включая квалификационные раунды. Её результатом на турнире стал выход в полуфинал, где её переиграла американка Мэдисон Киз. В начале мая она сыграла в финале турнира в Праге и уступила в нём Каролине Плишковой 6-4, 5-7, 3-6. Этот финал стал седьмым в карьере для Градецкой на соревнованиях WTA-тура и ещё ни разу ей не удавалось выиграть титул. На Открытом чемпионате Франции во втором раунде она проигрывает Виктории Азаренко. В парных соревнованиях на Ролан Гаррос Главачкова и Градецкая смогли дойти до полуфинала.
На Уимблдонском турнире-2015 Луция в первом раунде проиграла Агнешке Радваньской. В августе выигрывает парный титул турнира в Нью-Хэйвене в дуэте с Юлией Гёргес. На Открытом чемпионате США, как и во Франции, в первом раунде проигрывает Виктории Азаренко. В сентябре на турнире в Квебеке её результатом стал выход в четвертьфинал. На парном Финале тура WTA Андреа и Луция выходят из группы, но в полуфинале проигрывают Гарбинье Мугурусе и Карле Суарес Наварро. По итогам сезона она вернулась в топ-100 одиночного рейтинга, заняв 53-е место. В парном же рейтинге 11-й сезон подряд финиширует в первой сотне, заняв в 2015 году 17-ю строчку.
На традиционном первом в сезоне 2016 года турнире серии Большого шлема Открытом чемпионате Австралии в одиночных соревнованиях Луция выбывает уже на старте. В парных же соревнованиях её команде с Главачковой удаётся выйти в финал, но в борьбе за титул чешский дуэт проигрывает главным фавориткам турнира: Сане Мирза и Мартине Хингис (2-6, 7-5, 4-6). На Ролан Гаррос их пара смогла дойти до четвертьфинала. На Олимпийских играх в Рио-де-Жанейро Главачкова и Градецкая остановились в шаге от завоевания медалей, проиграв в матче за бронзовую награду соотечественницам Барборе Стрыцовой и Луции Шафаржовой. Но Олимпийская медаль пришла к Градецкой в миксте, где в паре с Радеком Штепанеком она смогла завоевать бронзовую награду. Осенью Главачкова и Градецкая смогли выиграть первые два титула в сезоне, став чемпионками на турнирах в Квебеке и Москве. По итогам сезона 2016 года Люция заняла 10-ю строчку парного рейтинга.

### 2017—2022 (финал в США и завершение карьеры)
С 2017 года альянс с Главачковой распался. Градецкая стала выступать с более молодой партнёршей Катериной Синяковой. На Премьер-турнире высшей категории в Индиан-Уэлсе в марте им удалось дойти до финала. В целом в первой половине сезона они четыре раза доходили до финалов Тура, но ни разу не выиграли. На кортах Ролан Гаррос Градецкая и Синякова доиграли до полуфинала. В сентябре им представился самый большой шанс выиграть совместный титул Большого шлема. Градецкая и Синякова дошли до финала Открытого чемпионата США, в котором проиграли Мартине Хингис и Чжань Юнжань — 3-6, 2-6. После выступления в Нью-Йорке Луция впервые за долгое время вышла в 1/4 финала в одиночном разряде на турнире в Квебеке.
Градецкая пропустила большую часть времени с октября 2017 года и вернулась к выступлениям уже в мае 2018 года на Ролан Гаррос. Первый титул после возвращения она выиграла на турнире серии Премьер 5 в Цинциннати в августе, сыграв в паре с Екатериной Макаровой. На Открытом чемпионате США их альянс доиграл до 1/4 финала.
Через год Градецкая повторила успех в Цинциннати, выиграв престижный турнир уже в паре Андреей Клепач из Словении. В августе 2020 года вместе с Кристиной Плишковой она выиграла небольшой турнир в Праге. Следующий титул Градецкая завоевала в июне 2021 года на турнире в Бирмингеме в паре с Марией Боузковой. На Уимблдоне и Открытом чемпионате США того же года дуэт Боузкова и Градецкая вышел в 1/4 финала. Между этими выступлениями чешская пара выиграла ещё турнир в Праге.
2022 год стал последним в карьере Градецкой. На Открытом чемпионате Австралии в миксте удалось выйти в полуфинал в партнёрстве с Гонсало Эскобаром. Весной Градецкая сыграла два последних финала, сыграв их в женском парном разряде на турнирах в Чарлстоне и Страсбурге совместно с Саней Мирзой. В октябре она завершила профессиональную карьеру теннисистки.

## Итоговое место в рейтинге WTA по годам
| Год  | Одиночный рейтинг | Парный рейтинг |
| 2022 |                   | 29             |
| 2021 | 565               | 29             |
| 2020 | 490               | 32             |
| 2019 | 300               | 28             |
| 2018 | 740               | 32             |
| 2017 | 184               | 14             |
| 2016 | 170               | 10             |
| 2015 | 53                | 17             |
| 2014 | 157               | 22             |
| 2013 | 150               | 14             |
| 2012 | 46                | 4              |
| 2011 | 51                | 15             |
| 2010 | 111               | 38             |
| 2009 | 65                | 42             |
| 2008 | 119               | 51             |
| 2007 | 241               | 67             |
| 2006 | 174               | 53             |
| 2005 | 204               | 87             |
| 2004 | 258               | 593            |
| 2003 | 410               |                |

## Выступления на турнирах

### Финалы турнировWTAв одиночном разряде (7)

#### Поражения (7)
| Легенда: До 2009 года           | Легенда: С 2009 года                       |
| ------------------------------- | ------------------------------------------ |
| Турниры Большого шлема (0+2+1)* |                                            |
| Олимпиада (0)                   |                                            |
| Итоговый турнир WTA (0)         |                                            |
| 1-я категория (0)               | Premier Mandatory / WTA 1000 Mandatory (0) |
| 2-я категория (0)               | Premier 5 / WTA 1000 (0+3)                 |
| 3-я категория (0+2)             | Premier / WTA 500 (0+2)                    |
| 4-я категория (0+3)             | International / WTA 250 (0+14)             |
| 5-я категория (0)               | International / WTA 250 (0+14)             |

| Титулы по покрытиям | Титулы по месту проведения матчей турнира |
| ------------------- | ----------------------------------------- |
| Хард (0+14)*        | Зал (0+5)                                 |
| Грунт (0+9+1)       | Зал (0+5)                                 |
| Трава (0+1)         | Открытый воздух (0+21+1)                  |
| Ковёр (0+2)         | Открытый воздух (0+21+1)                  |

* количество побед в одиночном разряде + количество побед в парном разряде + количество побед в миксте.
| №  | Дата             | Турнир                 | Покрытие   | Соперница в финале | Счёт        |
| 1. | 20 июля 2008     | Бадгастайн, Австрия    | Грунт      | Полин Пармантье    | 4-6 4-6     |
| 2. | 23 мая 2009      | Страсбург, Франция     | Грунт      | Араван Резаи       | 6-7(2) 1-6  |
| 3. | 2 августа 2009   | Стамбул, Турция        | Хард       | Вера Душевина      | 0-6 1-6     |
| 4. | 30 апреля 2011   | Барселона, Испания     | Грунт      | Роберта Винчи      | 6-4 2-6 2-6 |
| 5. | 16 сентября 2012 | Квебек, Канада         | Хард (зал) | Кирстен Флипкенс   | 1-6 5-7     |
| 6. | 25 мая 2013      | Страсбург, Франция (2) | Грунт      | Ализе Корне        | 6-7(4) 0-6  |
| 7. | 2 мая 2015       | Прага, Чехия           | Грунт      | Каролина Плишкова  | 6-4 5-7 3-6 |

### Финалы турнировITFв одиночном разряде (27)

#### Победы (20)
| Легенда:                    |
| --------------------------- |
| 100.000 USD (1+10)*         |
| 80.000 (75.000*)* USD (1+4) |
| 60.000 (50.000*)* USD (3+8) |
| 25.000 USD (7+10)           |
| 15.000 (10.000*)* USD (8+3) |

** призовой фонд до 2017 года
| Титулы по покрытиям | Титулы по месту проведения матчей турнира |
| ------------------- | ----------------------------------------- |
| Хард (5+20)*        | Зал (8+22)                                |
| Грунт (12+10)       | Зал (8+22)                                |
| Трава (0)           | Открытый воздух (12+13)                   |
| Ковёр (3+5)         | Открытый воздух (12+13)                   |

* количество побед в одиночном разряде + количество побед в парном разряде.
| №   | Дата             | Турнир                        | Покрытие    | Соперница в финале                | Счёт           |
| 1.  | 24 августа 2003  | Энсхеде, Нидерланды           | Грунт       | Лотти Селен                       | 7-5 6-4        |
| 2.  | 4 октября 2003   | Тренчьянске Теплице, Словакия | Грунт       | Ирина Делитц                      | 6-3 6-2        |
| 3.  | 5 апреля 2004    | Цавтат, Хорватия              | Грунт       | Ленка Твароскова                  | 7-5 6-0        |
| 4.  | 18 апреля 2004   | Бол, Хорватия                 | Грунт       | Ромина Опранди                    | 6-4 6-3        |
| 5.  | 30 мая 2004      | Биоград-на-Мору, Хорватия     | Грунт       | Лиза Тоньетти                     | 6-3 6-2        |
| 6.  | 13 июня 2004     | Доксы, Чехия                  | Грунт       | Сабрина Йолик                     | 6-1 7-6(3)     |
| 7.  | 12 сентября 2004 | Дурмерсхайм, Германия         | Грунт       | Петра Руссеггер                   | 6-0 5-7 7-6(1) |
| 8.  | 13 марта 2005    | Рогашка-Слатина, Словения     | Ковёр (зал) | Кристина Андлович                 | 6-4 6-2        |
| 9.  | 19 ноября 2005   | Прухонице, Чехия              | Хард (зал)  | Агнешка Радваньская               | 4-6 6-1 7-6(8) |
| 10. | 12 февраля 2006  | Каприоло, Италия              | Ковёр (зал) | Дарья Юрак                        | 6-1 6-4        |
| 11. | 27 мая 2007      | Гориция, Италия               | Грунт       | Элоиса Мария Компостисо де Андрес | 6-2 6-3        |
| 12. | 3 августа 2008   | Бад-Заульгау, Германия        | Грунт       | Кармен Клашка                     | 6-1 4-6 6-4    |
| 13. | 8 февраля 2009   | Бельфор, Франция              | Ковёр (зал) | Весна Манасиева                   | 6-3 6-2        |
| 14. | 15 февраля 2009  | Мидленд, США                  | Хард (зал)  | Элени Данилиду                    | 6-3 6-3        |
| 15. | 16 мая 2010      | Прага, Чехия                  | Грунт       | Айла Томлянович                   | 6-1 7-6(4)     |
| 16. | 7 ноября 2010    | Нант, Франция                 | Хард (зал)  | Валерия Савиных                   | 6-3 6-1        |
| 17. | 13 февраля 2011  | Мидленд, США                  | Хард (зал)  | Ирина Фалькони                    | 6-4 6-4        |
| 18. | 8 мая 2011       | Прага, Чехия                  | Грунт       | Паула Ормаэчеа                    | 4-6 6-3 6-2    |
| 19. | 27 апреля 2014   | Кьяссо, Швейцария             | Грунт       | Тереза Мрдежа                     | 6-3 7-6(4)     |
| 20. | 10 февраля 2019  | Трнава, Словакия              | Хард (зал)  | Кристина Кучова                   | 6-4 3-6 7-6(0) |

#### Поражения (7)
| №  | Дата             | Турнир            | Покрытие    | Соперница в финале | Счёт        |
| 1. | 4 мая 2003       | Пула, Хорватия    | Грунт       | Вираг Немет        | 6-4 0-6 1-6 |
| 2. | 7 сентября 2003  | Местре, Италия    | Грунт       | Ленка Снайдрова    | 3-6 6-1 2-6 |
| 3. | 20 февраля 2005  | Биберах, Германия | Хард (зал)  | Кристина Барруа    | 5-7 4-6     |
| 4. | 10 декабря 2005  | Пршеров, Чехия    | Ковёр (зал) | Йоанна Сакович     | 4-6 4-6     |
| 5. | 10 мая 2008      | Флоренция, Италия | Грунт       | Елена Докич        | 1-6 3-6     |
| 6. | 14 февраля 2010  | Мидленд, США      | Хард (зал)  | Елена Балтача      | 7-5 2-6 3-6 |
| 7. | 19 сентября 2010 | Местре, Италия    | Хард (зал)  | Зузана Ондрашкова  | 3-6 3-6     |

### Финалы турниров Большого шлема в парном разряде (6)

#### Победы (2)
| №  | Год  | Турнир                     | Покрытие | Партнёрша         | Соперницы в финале         | Счёт           |
| 1. | 2011 | Открытый чемпионат Франции | Грунт    | Андреа Главачкова | Елена Веснина Саня Мирза   | 6-4 6-3        |
| 2. | 2013 | Открытый чемпионат США     | Хард     | Андреа Главачкова | Эшли Барти Кейси Деллакква | 6-7(4) 6-1 6-4 |

#### Поражения (4)
| №  | Год  | Турнир                       | Покрытие | Партнёрша         | Соперницы в финале           | Счёт       |
| 1. | 2012 | Уимблдон                     | Трава    | Андреа Главачкова | Винус Уильямс Серена Уильямс | 5-7 4-6    |
| 2. | 2012 | Открытый чемпионат США       | Хард     | Андреа Главачкова | Роберта Винчи Сара Эррани    | 4-6 2-6    |
| 3. | 2016 | Открытый чемпионат Австралии | Хард     | Андреа Главачкова | Саня Мирза Мартина Хингис    | 6-7(1) 3-6 |
| 4. | 2017 | Открытый чемпионат США (2)   | Хард     | Катерина Синякова | Мартина Хингис Чжань Юнжань  | 3-6 2-6    |

### Финалы Итогового турнираWTAв парном разряде (1)

#### Поражения (1)
| №  | Год  | Турнир          | Покрытие   | Партнёрша         | Соперницы в финале              | Счёт    |
| 1. | 2012 | Стамбул, Турция | Хард (зал) | Андреа Главачкова | Мария Кириленко Надежда Петрова | 1-6 4-6 |

### Финалы Олимпийских турниров в женском парном разряде (1)

#### Поражения (1)
| №  | Год  | Турнир                 | Покрытие | Партнёрша         | Соперницы в финале           | Счёт    |
| 1. | 2012 | Лондон, Великобритания | Трава    | Андреа Главачкова | Винус Уильямс Серена Уильямс | 4-6 4-6 |

### Финалы турнировWTAв парном разряде (54)

#### Победы (26)
| №   | Дата             | Турнир                     | Покрытие    | Партнёрша               | Соперницы в финале                  | Счёт              |
| 1.  | 24 сентября 2006 | Порторож, Словения         | Хард        | Рената Ворачова         | Ева Бирнерова Эмили Луа             | Без игры          |
| 2.  | 29 июля 2007     | Бадгастайн, Австрия        | Грунт       | Рената Ворачова         | Агнеш Савай Владимира Углиржова     | 6-3 7-5           |
| 3.  | 23 сентября 2007 | Порторож, Словения (2)     | Хард        | Рената Ворачова         | Андрея Клепач Елена Лиховцева       | 5-7 6-4 [10-7]    |
| 4.  | 4 мая 2008       | Прага, Чехия               | Грунт       | Андреа Главачкова       | Михаэлла Крайчек Джилл Крейбас      | 1-6 6-3 [10-6]    |
| 5.  | 20 июля 2008     | Бадгастайн, Австрия (2)    | Грунт       | Андреа Главачкова       | Наташа Зорич Сесиль Каратанчева     | 6-3 6-3           |
| 6.  | 26 июля 2009     | Бадгастайн, Австрия (3)    | Грунт       | Андреа Главачкова       | Татьяна Малек Андреа Петкович       | 6-2 6-4           |
| 7.  | 2 августа 2009   | Стамбул, Турция            | Хард        | Рената Ворачова         | Юлия Гёргес Патти Шнидер            | 2-6 6-3 [12-10]   |
| 8.  | 9 января 2010    | Брисбен, Австралия         | Хард        | Андреа Главачкова       | Аранча Парра Сантонха Мелинда Цинк  | 2-6 7-6(3) [10-4] |
| 9.  | 25 июля 2010     | Бадгастайн, Австрия (4)    | Грунт       | Анабель Медина Гарригес | Тимея Бачински Татьяна Гарбин       | 6-7(2) 6-2 [10-5] |
| 10. | 3 июня 2011      | Открытый чемпионат Франции | Грунт       | Андреа Главачкова       | Елена Веснина Саня Мирза            | 6-4 6-3           |
| 11. | 17 июля 2011     | Бадгастайн, Австрия (5)    | Грунт       | Ева Бирнерова           | Ярмила Гайдошова Юлия Гёргес        | 4-6 6-2 [12-10]   |
| 12. | 7 января 2012    | Окленд, Новая Зеландия     | Хард        | Андреа Главачкова       | Юлия Гёргес Флавия Пеннетта         | 6-7(2) 6-2 [10-7] |
| 13. | 25 февраля 2012  | Мемфис, США                | Хард (зал)  | Андреа Главачкова       | Ольга Говорцова Вера Душевина       | 6-3 6-4           |
| 14. | 19 августа 2012  | Цинциннати, США            | Хард        | Андреа Главачкова       | Катарина Среботник Чжэн Цзе         | 6-1 6-3           |
| 15. | 21 октября 2012  | Люксембург                 | Хард (зал)  | Андреа Главачкова       | Ирина-Камелия Бегу Моника Никулеску | 6-3 6-4           |
| 16. | 14 июля 2013     | Будапешт, Венгрия          | Грунт       | Андреа Главачкова       | Нина Братчикова Анна Татишвили      | 6-4 6-1           |
| 17. | 8 сентября 2013  | Открытый чемпионат США     | Хард        | Андреа Главачкова       | Эшли Барти Кейси Деллакква          | 6-7(4) 6-1 6-4    |
| 18. | 14 сентября 2014 | Квебек, Канада             | Ковёр (зал) | Мирьяна Лучич-Барони    | Юлия Гёргес Андреа Главачкова       | 6-3 7-6(8)        |
| 19. | 29 августа 2015  | Нью-Хейвен, США            | Хард        | Юлия Гёргес             | Чжуан Цзяжун Лян Чэнь               | 6-3 6-1           |
| 20. | 18 сентября 2016 | Квебек, Канада (2)         | Ковёр (зал) | Андреа Главачкова       | Алла Кудрявцева Александра Панова   | 7-6(2) 7-6(2)     |
| 21. | 21 октября 2016  | Москва, Россия             | Хард (зал)  | Андреа Главачкова       | Дарья Гаврилова Дарья Касаткина     | 4-6 6-0 [10-7]    |
| 22. | 18 августа 2018  | Цинциннати, США (2)        | Хард        | Екатерина Макарова      | Элизе Мертенс Деми Схюрс            | 6-2 7-5           |
| 23. | 18 августа 2019  | Цинциннати, США (3)        | Хард        | Андрея Клепач           | Анна-Лена Грёнефельд Деми Схюрс     | 6-4 6-1           |
| 24. | 16 августа 2020  | Прага, Чехия               | Грунт       | Кристина Плишкова       | Моника Никулеску Йоана Ралука Олару | 6-2 6-2           |
| 25. | 20 июня 2021     | Бирмингем, Великобритания  | Трава       | Мария Боузкова          | Онс Жабёр Эллен Перес               | 6-4 2-6 [10-8]    |
| 26. | 18 июля 2021     | Прага, Чехия (2)           | Хард        | Мария Боузкова          | Виктория Кужмова Нина Стоянович     | 7-6(3) 6-4        |

#### Поражения (28)
| №   | Дата             | Турнир                       | Покрытие    | Партнёрша          | Соперницы в финале                                | Счёт               |
| 1.  | 30 июля 2006     | Будапешт, Венгрия            | Грунт       | Рената Ворачова    | Жанетта Гусарова Михаэлла Крайчек                 | 6-4 4-6 4-6        |
| 2.  | 29 августа 2009  | Нью-Хейвен, США              | Хард        | Ивета Бенешова     | Нурия Льягостера Вивес Мария Хосе Мартинес Санчес | 2-6 5-7            |
| 3.  | 1 мая 2010       | Фес, Марокко                 | Грунт       | Рената Ворачова    | Ивета Бенешова Анабель Медина Гарригес            | 3-6 1-6            |
| 4.  | 19 февраля 2011  | Мемфис, США                  | Хард (зал)  | Андреа Главачкова  | Ольга Говорцова Алла Кудрявцева                   | 3-6 6-4 [8-10]     |
| 5.  | 23 октября 2011  | Люксембург                   | Хард (зал)  | Екатерина Макарова | Ивета Бенешова Барбора Заглавова-Стрыцова         | 3-6 5-7            |
| 6.  | 7 июля 2012      | Уимблдон                     | Трава       | Андреа Главачкова  | Винус Уильямс Серена Уильямс                      | 5-7 4-6            |
| 7.  | 5 августа 2012   | Олимпиада                    | Трава       | Андреа Главачкова  | Винус Уильямс Серена Уильямс                      | 4-6 4-6            |
| 8.  | 25 августа 2012  | Нью-Хейвен, США (2)          | Хард        | Андреа Главачкова  | Лиза Реймонд Лизель Хубер                         | 6-4 0-6 [4-10]     |
| 9.  | 9 сентября 2012  | Открытый чемпионат США       | Хард        | Андреа Главачкова  | Роберта Винчи Сара Эррани                         | 4-6 2-6            |
| 10. | 28 октября 2012  | Итоговый чемпионат WTA       | Хард (зал)  | Андреа Главачкова  | Мария Кириленко Надежда Петрова                   | 1-6 4-6            |
| 11. | 15 сентября 2013 | Квебек, Канада               | Ковёр (зал) | Андреа Главачкова  | Алла Кудрявцева Анастасия Родионова               | 4-6 3-6            |
| 12. | 4 января 2014    | Окленд, Новая Зеландия       | Хард        | Михаэлла Крайчек   | Мария Санчес Шэрон Фичмен                         | 6-2 0-6 [4-10]     |
| 13. | 18 октября 2014  | Люксембург (2)               | Хард (зал)  | Барбора Крейчикова | Кристина Барруа Тимея Бачински                    | 6-3 4-6 [4-10]     |
| 14. | 28 февраля 2015  | Акапулько, Мексика           | Хард        | Андреа Главачкова  | Лара Арруабаррена Мария Тереса Торро Флор         | 6-7(2) 7-5 [11-13] |
| 15. | 21 июня 2015     | Бирмингем, Великобритания    | Трава       | Андреа Главачкова  | Гарбинье Мугуруса Карла Суарес Наварро            | 4-6 4-6            |
| 16. | 26 июля 2015     | Бадгастайн, Австрия          | Грунт       | Лара Арруабаррена  | Данка Ковинич Штефани Фогт                        | 6-4 4-6 [3-10]     |
| 17. | 18 октября 2015  | Линц, Австрия                | Хард (зал)  | Андреа Главачкова  | Ракель Копс-Джонс Абигейл Спирс                   | 3-6 5-7            |
| 18. | 29 января 2016   | Открытый чемпионат Австралии | Хард        | Андреа Главачкова  | Саня Мирза Мартина Хингис                         | 6-7(1) 3-6         |
| 19. | 5 февраля 2017   | Тайбэй, Тайвань              | Хард (зал)  | Катерина Синякова  | Чжань Хаоцин Чжань Юнжань                         | 4-6 2-6            |
| 20. | 18 марта 2017    | Индиан-Уэлс, США             | Хард        | Катерина Синякова  | Мартина Хингис Чжань Юнжань                       | 6-7(4) 2-6         |
| 21. | 9 апреля 2017    | Чарлстон, США                | Грунт       | Катерина Синякова  | Бетани Маттек-Сандс Луция Шафаржова               | 1-6 6-4 [7-10]     |
| 22. | 5 мая 2017       | Прага, Чехия                 | Грунт       | Катерина Синякова  | Анна-Лена Грёнефельд Квета Пешке                  | 4-6 6-7(3)         |
| 23. | 10 сентября 2017 | Открытый чемпионат США (2)   | Хард        | Катерина Синякова  | Мартина Хингис Чжань Юнжань                       | 3-6 2-6            |
| 24. | 23 февраля 2019  | Дубай, ОАЭ                   | Хард        | Екатерина Макарова | Се Шувэй Барбора Стрыцова                         | 4-6 4-6            |
| 25. | 15 ноября 2020   | Линц, Австрия (2)            | Хард (зал)  | Катерина Синякова  | Тамара Зиданшек Аранча Рус                        | 3-6 4-6            |
| 26. | 11 апреля 2021   | Чарлстон, США (2)            | Грунт       | Мария Боузкова     | Николь Мелихар Деми Схюрс                         | 2-6 4-6            |
| 27. | 10 апреля 2022   | Чарлстон, США (3)            | Грунт       | Саня Мирза         | Андрея Клепач Магда Линетт                        | 2-6 6-4 [7-10]     |
| 28. | 21 мая 2022      | Страсбург, Франция           | Грунт       | Саня Мирза         | Николь Мелихар-Мартинес Дарья Сэвилл              | 7-5 5-7 [6-10]     |

### Финалы турнировITFв парном разряде (50)

#### Победы (35)
| №   | Дата             | Турнир                    | Покрытие    | Партнёрша            | Соперницы в финале                        | Счёт               |
| 1.  | 7 марта 2004     | Бухен, Германия           | Ковёр (зал) | Ева Грдинова         | Эльке Клейстерс Каролина Маес             | 6-1 6-4            |
| 2.  | 28 ноября 2004   | Ополе, Польша             | Ковёр (зал) | Ева Грдинова         | Екатерина Деголевич Надежда Островская    | 7-5 6-3            |
| 3.  | 20 февраля 2005  | Биберах, Германия         | Хард (зал)  | Сандра Заглавова     | Кристина Барруа Штефани Вайс              | 5-7 6-2 7-5        |
| 4.  | 13 марта 2005    | Рогашка-Слатина, Словения | Ковёр (зал) | Зузана Залабска      | Андреа Главачкова Кристина Чафикова       | 7-5 6-0            |
| 5.  | 16 апреля 2005   | Чивитавеккья, Италия      | Грунт       | Сандра Заглавова     | Габриэла Никулеску Моника Никулеску       | 6-4 6-3            |
| 6.  | 11 июня 2005     | Загреб, Хорватия          | Грунт       | Владимира Углиржова  | Даниэла Клеменшитц Сандра Клеменшитц      | 6-2 6-2            |
| 7.  | 11 сентября 2005 | Денен, Франция            | Грунт       | Владимира Углиржова  | Жофия Губачи Мария Корытцева              | 6-0 7-5            |
| 8.  | 2 октября 2005   | Бьелла, Италия            | Грунт       | Рената Ворачова      | Марет Ани Мервана Югич-Салкич             | 6-4 7-6(4)         |
| 9.  | 23 октября 2005  | Сен-Рафаэль, Франция      | Хард (зал)  | Сандра Заглавова     | Мария Эмилия Салерни Мейлен Ту            | 4-6 6-4 7-5        |
| 10. | 19 ноября 2005   | Прухонице, Чехия          | Хард (зал)  | Либуша Прусова       | Ольга Блоготова Ева Грдинова              | 6-3 3-6 6-3        |
| 11. | 10 декабря 2005  | Пршеров, Чехия            | Ковёр (зал) | Габриэла Навратилова | Грета Арн Маргит Рюйтель                  | 3-6 6-4 6-4        |
| 12. | 4 февраля 2006   | Ортизей, Италия           | Ковёр (зал) | Владимира Углиржова  | Анастасия Екимова Татьяна Пучек           | 6-4 6-2            |
| 13. | 26 февраля 2006  | Биберах, Германия         | Хард (зал)  | Ольга Благотова      | Рената Ворачова Дарья Юрак                | 2-6 6-4 7-6(4)     |
| 14. | 16 апреля 2006   | Чивитавеккья, Италия      | Грунт       | Мартина Мюллер       | Татьяна Перебийнис Барбора Стрыцова       | 6-7(9) 6-3 7-5     |
| 15. | 9 июня 2007      | Пршеров, Чехия            | Грунт       | Рената Ворачова      | Эдина Галловиц Росана де лос Риос         | 5-7 6-3 6-2        |
| 16. | 16 июня 2007     | Злин, Чехия               | Грунт       | Рената Ворачова      | Михаэла Паштикова Гана Шромова            | 6-2 2-6 6-4        |
| 17. | 18 августа 2007  | Бронкс, США               | Хард        | Урсула Радваньская   | Мария Корытцева Дарья Кустова             | 6-3 1-6 6-1        |
| 18. | 14 октября 2007  | Джерси                    | Хард (зал)  | Андреа Главачкова    | Кэти О’Брайен Джорджи Ступ                | 6-0 6-4            |
| 19. | 14 декабря 2007  | Валашске-Мезиржичи, Чехия | Хард (зал)  | Андреа Главачкова    | Ивана Лисяк Дарья Юрак                    | 6-2 6-1            |
| 20. | 3 февраля 2008   | Бельфор, Франция          | Хард (зал)  | Андреа Главачкова    | Марта Марреро Мария Хосе Мартинес Санчес  | 7-6(8) 6-4         |
| 21. | 10 февраля 2008  | Саттон, Великобритания    | Хард (зал)  | Андреа Главачкова    | Юханна Ларссон Анна Смит                  | 6-3 6-3            |
| 22. | 19 октября 2008  | Сен-Рафаэль, Франция      | Хард (зал)  | Ева Бирнерова        | Рената Ворачова Грасия Радованович        | 6-4 6-3            |
| 23. | 2 ноября 2008    | Братислава, Словакия      | Хард (зал)  | Андреа Главачкова    | Акгуль Аманмурадова Моника Никулеску      | 7-6(1) 6-1         |
| 24. | 1 марта 2009     | Клирвотер, США            | Хард        | Михаэла Паштикова    | Янина Викмайер Мария Елена Камерин        | Без игры           |
| 25. | 8 ноября 2009    | Нант, Франция             | Хард (зал)  | Михаэла Паштикова    | Рената Ворачова Владимира Углиржова       | 6-4 6-4            |
| 26. | 14 февраля 2010  | Мидленд, США              | Хард (зал)  | Лора Гренвилл        | Лилия Остерло Анна Татишвили              | 7-6(3) 3-6 [12-10] |
| 27. | 2 июля 2010      | Кунео, Италия             | Грунт       | Ева Бирнерова        | Андрея Клепач Сорана Кырстя               | 3-6 6-4 [10-8]     |
| 28. | 25 сентября 2010 | Сен-Мало, Франция         | Грунт       | Петра Цетковская     | Мария Корытцева Йоана Ралука Олару        | 6-4 6-2            |
| 29. | 31 октября 2010  | Пуатье, Франция           | Хард (зал)  | Рената Ворачова      | Акгуль Аманмурадова Кристина Барруа       | 6-7(5) 6-2 [10-5]  |
| 30. | 12 февраля 2012  | Мидленд, США              | Хард (зал)  | Андреа Главачкова    | Весна Долонц Стефани Форетц Гакон         | 7-6(4) 6-2         |
| 31. | 27 октября 2013  | Пуатье, Франция           | Хард (зал)  | Михаэлла Крайчек     | Кристина Макхейл Моника Никулеску         | 7-6(5) 6-2         |
| 32. | 3 ноября 2013    | Нант, Франция             | Хард (зал)  | Михаэлла Крайчек     | Ева Грдинова Стефани Форетц Гакон         | 6-3 6-2            |
| 33. | 18 мая 2014      | Прага, Чехия              | Грунт       | Михаэлла Крайчек     | Андреа Главачкова Луция Шафаржова         | 6-3 6-2            |
| 34. | 26 октября 2014  | Пуатье, Франция           | Хард (зал)  | Андреа Главачкова    | Марина Заневская Катажина Питер           | 6-1 7-5            |
| 35. | 15 декабря 2019  | Дубай, ОАЭ                | Хард        | Андрея Клепач        | Хеорхина Гарсия Перес Сара Соррибес Тормо | 7-5 3-6 [10-8]     |

#### Поражения (15)
| №   | Дата            | Турнир                    | Покрытие    | Партнёрша            | Соперницы в финале                     | Счёт           |
| 1.  | 21 ноября 2004  | Прухонице, Чехия          | Хард (зал)  | Сандра Клейнова      | Габриэла Навратилова Михаэла Паштикова | 3-6 3-6        |
| 2.  | 19 декабря 2004 | Валашске-Мезиржичи, Чехия | Хард (зал)  | Ева Грдинова         | Даниэла Клеменшиц Сандра Клеменшиц     | без игры       |
| 3.  | 22 января 2005  | Оберхахинг, Германия      | Ковёр (зал) | Зузана Залабска      | Кристина Барруа Корина Перкович        | 3-6 7-5 6-7(6) |
| 4.  | 27 ноября 2005  | Ополе, Польша             | Ковёр (зал) | Габриэла Навратилова | Тимея Бачински Надежда Островская      | 4-6 6-7(5)     |
| 5.  | 17 декабря 2005 | Валашске-Мезиржичи, Чехия | Хард (зал)  | Сандра Заглавова     | Рената Ворачова Дарья Юрак             | 3-6 3-6        |
| 6.  | 18 июня 2006    | Загреб, Хорватия          | Грунт       | Ольга Блоготова      | Михаэла Паштикова Гана Шромова         | 6-4 1-6 2-6    |
| 7.  | 20 августа 2006 | Бронкс, Нью-Йорк, США     | Хард        | Михаэла Паштикова    | Натали Грандин Джулия Дитти            | 1-6 6-7(2)     |
| 8.  | 1 октября 2006  | Бьелла, Италия            | Грунт       | Михаэла Паштикова    | Рената Ворачова Барбора Стрыцова       | 3-6 2-6        |
| 9.  | 29 октября 2006 | Братислава, Словакия      | Хард (зал)  | Михаэла Паштикова    | Алиция Росольская Клаудиа Янс          | 1-6 3-6        |
| 10. | 11 ноября 2007  | Исманинг, Германия        | Хард (зал)  | Андреа Главачкова    | Кристина Барруа Юлия Гёргес            | 6-2 2-6 [7-10] |
| 11. | 14 июня 2008    | Злин, Чехия               | Грунт       | Рената Ворачова      | Тереза Гладикова Симона Добра          | 4-6 3-6        |
| 12. | 22 июня 2018    | Клостерс-Зернойс, Бельгия | Грунт       | Юки Наито            | Акгуль Аманмурадова Екатерина Горгодзе | 2-6 3-6        |
| 13. | 22 июля 2018    | Оломоуц, Чехия            | Грунт       | Михаэлла Крайчек     | Петра Крейсова Йесика Малечкова        | 2-6 1-6        |
| 14. | 28 апреля 2019  | Шарлотсвилл, США          | Грунт       | Катажина Кава        | Эйжа Мухаммад Тейлор Таунсенд          | 6-4 5-7 [3-10] |
| 15. | 28 июля 2019    | Прага, Чехия              | Грунт       | Йохана Маркова       | Николета Даскэлу Ралука Шербан         | 4-6 4-6        |

### Финалы турниров Большого шлема в смешанном парном разряде (3)

#### Победы (1)
| №  | Год  | Турнир                     | Покрытие | Партнёр          | Соперники в финале                 | Счёт           |
| 1. | 2013 | Открытый чемпионат Франции | Грунт    | Франтишек Чермак | Кристина Младенович Даниэль Нестор | 1-6 6-4 [10-6] |

#### Поражения (2)
| №  | Год  | Турнир                       | Покрытие | Партнёр           | Соперники в финале              | Счёт       |
| 1. | 2013 | Открытый чемпионат Австралии | Хард     | Франтишек Чермак  | Ярмила Гайдошова Мэттью Эбден   | 3-6 5-7    |
| 2. | 2015 | Открытый чемпионат Франции   | Грунт    | Марцин Матковский | Бетани Маттек-Сандс Майк Брайан | 6-7(3) 1-6 |

### Финалы командных турниров (5)

#### Победы (4)
| №  | Год  | Турнир              | Команда                                                 | Соперник в финале                                          | Счёт |
| 1. | 2011 | Кубок Федерации     | Чехия Л.Градецкая, П.Квитова, К.Пешке, Л.Шафаржова      | Россия Е.Веснина, М.Кириленко, С.Кузнецова, А.Павлюченкова | 3-2  |
| 2. | 2012 | Кубок Федерации (2) | Чехия Не играла в финале                                | Сербия А.Иванович, Е.Янкович                               | 3-1  |
| 3. | 2014 | Кубок Федерации (3) | Чехия А.Главачкова, Л.Градецкая, П.Квитова, Л.Шафаржова | Германия Ю.Гёргес, А.Кербер, С.Лисицки, А.Петкович         | 3-1  |
| 4. | 2015 | Кубок Федерации (4) | Чехия Не играла в финале                                | Россия Е.Веснина, А.Павлюченкова, М.Шарапова               | 3-2  |
| 5. | 2016 | Кубок Федерации (4) | Чехия Не играла в финале                                | Франция К. Гарсия, А. Корне К. Младенович                  | 3-2  |

## История выступлений на турнирах
| Турнир                       | 2005          | 2006          | 2007          | 2008  | 2009          | 2010          | 2011          | 2012  | 2013          | 2014          | 2015          | 2016  | 2017          | 2018          | 2019          | Итог   | В/П за карьеру |
| ---------------------------- | ------------- | ------------- | ------------- | ----- | ------------- | ------------- | ------------- | ----- | ------------- | ------------- | ------------- | ----- | ------------- | ------------- | ------------- | ------ | -------------- |
| Турниры Большого шлема       |               |               |               |       |               |               |               |       |               |               |               |       |               |               |               |        |                |
| Открытый чемпионат Австралии | -             | К             | К             | К     | К             | 1Р            | 1Р            | 2Р    | 2Р            | 2Р            | 3Р            | 1Р    | К             | -             | К             | 0 / 12 | 12-12          |
| Открытый чемпионат Франции   | -             | К             | -             | К     | 2Р            | 1Р            | 2Р            | 1Р    | 1Р            | К             | 2Р            | 1Р    | К             | -             | -             | 0 / 11 | 10-11          |
| Уимблдонский турнир          | К             | К             | -             | К     | 1Р            | 1Р            | 1Р            | 1Р    | 1Р            | К             | 1Р            | К     | -             | -             | -             | 0 / 11 | 1-11           |
| Открытый чемпионат США       | К             | -             | К             | К     | 1Р            | 1Р            | 1Р            | 2Р    | 1Р            | К             | 1Р            | К     | К             | К             | -             | 0 / 12 | 7-12           |
| Итог                         | 0 / 2         | 0 / 3         | 0 / 2         | 0 / 4 | 0 / 4         | 0 / 4         | 0 / 4         | 0 / 4 | 0 / 4         | 0 / 4         | 0 / 4         | 0 / 4 | 0 / 3         | 0 / 0         | 0 / 0         | 0 / 46 |                |
| В/П в сезоне                 | 1-2           | 2-3           | 1-2           | 2-4   | 1-4           | 0-4           | 1-4           | 2-4   | 1-4           | 5-4           | 6-4           | 4-4   | 4-3           | 0-0           | 0-0           |        | 30-46          |
| Олимпийские игры             |               |               |               |       |               |               |               |       |               |               |               |       |               |               |               |        |                |
| Летняя олимпиада             | Не проводился | Не проводился | Не проводился | -     | Не проводился | Не проводился | Не проводился | -     | Не проводился | Не проводился | Не проводился | 1Р    | Не проводился | Не проводился | Не проводился | 0 / 1  | 0-1            |

| Турнир                       | 2006  | 2007  | 2008  | 2009          | 2010          | 2011          | 2012  | 2013          | 2014          | 2015          | 2016  | 2017          | 2018          | 2019          | 2020          | 2021  | 2022  | Итог   | В/П за карьеру |
| ---------------------------- | ----- | ----- | ----- | ------------- | ------------- | ------------- | ----- | ------------- | ------------- | ------------- | ----- | ------------- | ------------- | ------------- | ------------- | ----- | ----- | ------ | -------------- |
| Турниры Большого шлема       |       |       |       |               |               |               |       |               |               |               |       |               |               |               |               |       |       |        |                |
| Открытый чемпионат Австралии | -     | 1Р    | 1Р    | 2Р            | 3Р            | 2Р            | 1/2   | 2Р            | 3Р            | 3Р            | Ф     | 1Р            | -             | 2Р            | 1Р            | 2Р    | 2Р    | 0 / 15 | 21-15          |
| Открытый чемпионат Франции   | 1Р    | 1Р    | 2Р    | 1Р            | 3Р            | П             | 1/2   | 1/2           | 1/2           | 1/2           | 1/4   | 1/2           | 1Р            | 3Р            | 1Р            | 3Р    | 3Р    | 1 / 17 | 38-16          |
| Уимблдонский турнир          | 3Р    | 1Р    | 1Р    | 1Р            | 2Р            | 1Р            | Ф     | 1/4           | 2Р            | 2Р            | 3Р    | 3Р            | 3Р            | 1Р            | НП            | 1/4   | 1Р    | 0 / 16 | 21-16          |
| Открытый чемпионат США       | 1Р    | 1Р    | 2Р    | 2Р            | 1Р            | 1/4           | Ф     | П             | 3Р            | 3Р            | 3Р    | Ф             | 1/4           | 1Р            | 2Р            | 1/4   | 2Р    | 1 / 17 | 35-16          |
| Итог                         | 0 / 3 | 0 / 4 | 0 / 4 | 0 / 4         | 0 / 4         | 1 / 4         | 0 / 4 | 1 / 4         | 0 / 4         | 0 / 4         | 0 / 4 | 0 / 4         | 0 / 3         | 0 / 4         | 0 / 3         | 0 / 4 | 0 / 4 | 2 / 65 |                |
| В/П в сезоне                 | 3-3   | 0-4   | 2-4   | 2-4           | 5-4           | 10-3          | 18-4  | 14-3          | 9-4           | 9-4           | 12-4  | 11-4          | 5-3           | 3-4           | 1-3           | 9-4   | 4-4   |        | 115-63         |
| Олимпийские игры             |       |       |       |               |               |               |       |               |               |               |       |               |               |               |               |       |       |        |                |
| Летняя олимпиада             | НП    | НП    | -     | Не проводился | Не проводился | Не проводился | Ф     | Не проводился | Не проводился | Не проводился | 1/2   | Не проводился | Не проводился | Не проводился | Не проводился | -     | НП    | 0 / 2  | 7-3            |
| Итоговые турниры             |       |       |       |               |               |               |       |               |               |               |       |               |               |               |               |       |       |        |                |
| Итоговый турнир WTA          | -     | -     | -     | -             | -             | -             | Ф     | -             | -             | 1/2           | 1/4   | -             | -             | -             | НП            | -     | -     | 0 / 3  | 2-5            |

| Турнир                       | 2008  | 2009          | 2010          | 2011          | 2012  | 2013          | 2014          | 2015          | 2016  | 2017          | 2018          | 2019          | 2020          | 2021  | 2022  | Итог   | В/П за карьеру |
| ---------------------------- | ----- | ------------- | ------------- | ------------- | ----- | ------------- | ------------- | ------------- | ----- | ------------- | ------------- | ------------- | ------------- | ----- | ----- | ------ | -------------- |
| Турниры Большого шлема       |       |               |               |               |       |               |               |               |       |               |               |               |               |       |       |        |                |
| Открытый чемпионат Австралии | -     | -             | 2P            | -             | 1P    | Ф             | 1P            | 1P            | 1P    | 1P            | -             | -             | 1P            | 2P    | 1/2   | 0 / 10 | 9-9            |
| Открытый чемпионат Франции   | -     | -             | -             | -             | 1Р    | П             | 2Р            | Ф             | 1Р    | 1/4           | -             | 1Р            | НП            | -     | 1/4   | 1 / 8  | 14-7           |
| Уимблдонский турнир          | 1Р    | 1Р            | 1Р            | 2Р            | -     | 2Р            | 1Р            | -             | -     | 3Р            | 1Р            | -             | НП            | 1Р    | 1Р    | 0 / 10 | 1-10           |
| Открытый чемпионат США       | -     | -             | 1Р            | 1/2           | 1/2   | 1/4           | 1Р            | 1Р            | 1Р    | 1/4           | 1Р            | 1Р            | НП            | 1Р    | 2Р    | 0 / 12 | 11-12          |
| Итог                         | 0 / 1 | 0 / 1         | 0 / 3         | 0 / 2         | 0 / 3 | 1 / 4         | 0 / 4         | 0 / 3         | 0 / 3 | 0 / 4         | 0 / 2         | 0 / 2         | 0 / 1         | 0 / 3 | 0 / 4 | 1 / 40 |                |
| В/П в сезоне                 | 0-1   | 0-1           | 1-2           | 3-2           | 3-3   | 11-3          | 1-4           | 4-3           | 0-3   | 5-4           | 0-2           | 0-2           | 0-1           | 1-3   | 6-4   |        | 35-38          |
| Олимпийские игры             |       |               |               |               |       |               |               |               |       |               |               |               |               |       |       |        |                |
| Летняя олимпиада             | -     | Не проводился | Не проводился | Не проводился | 1Р    | Не проводился | Не проводился | Не проводился | 1/2   | Не проводился | Не проводился | Не проводился | Не проводился | -     | НП    | 0 / 2  | 2-2            |